# Yardley, West Midlands
Yardley är en stadsdel i Birmingham, i distriktet Birmingham, i grevskapet West Midlands, i England. Yardley var en civil parish fram till 1912 när blev den en del av Birmingham. Denna civil parish hade 59 165 invånare år 1911. Byn nämndes i Domedagsboken (Domesday Book) år 1086, och kallades då Gerlei.